# Municipio de Cabaiguán
Municipio de Cabaiguán är en kommun i Kuba.   Den ligger i provinsen Provincia de Sancti Spíritus, i den centrala delen av landet, 300 km öster om huvudstaden Havanna. Antalet invånare är 67 224. Arean är 597 kvadratkilometer.
Terrängen i Municipio de Cabaiguán är platt åt nordost, men åt sydväst är den kuperad.